# Волевое действие
Волевое действие (волевой акт) — осознанное, целенаправленное действие субъекта, характеризуется обдуманностью, не зависит от эмоций; требует для выполнения дополнительного побуждения и усилий по сравнению с непроизвольным актом.

## Формы волевого действия
Принято различать простое волевое действие и сложное. Простое волевое действие совершается, когда от возникновения побуждения к действию человек сразу же переходит к его исполнению. Сложное волевое действие включает в себя поэтапное прохождение четырех стадий: возникновение цели, борьба мотивов, принятие решения и исполнение.

## Признаки
Основными признаками волевого действия являются:
- осознанность;
- осуществление по собственному решению человека на основе необходимости (внешней или внутренней);
- реализация действия с помощью создания дополнительного побуждения.

## Стадии
С. Л. Рубинштейн выделил четыре основные стадии волевого действия:
1. возникновение побуждения и предварительная постановка цели;
2. стадия обсуждения и борьбы мотивов;
3. решение;
4. исполнение.

Основным содержанием первой фазы является осознание и постановка цели. Сущность второй стадии заключается в том, что у каждого человека есть различные мотивы и интересы, которые иногда оказываются несовместимыми, возникает конфликт. В этом конфликте происходит определение наиболее важных мотивов. Важно заметить, что в волевой процесс включен процесс интеллектуальный. Именно он превращает волевой акт в действие, опосредованное мыслью. На четвертой стадии происходит реализация принятого решения.

## Волевое действие и произвольное действие
В последнее время существует тенденция разделять понятия произвольного и волевого действий. Общее, что есть у волевого и произвольного действий - цель, она всегда осознаваемая.
Отличия этих понятий в их проявлении и смысле. В волевых действиях цель осознается в отношении мотива, в то время как в произвольном действии акцент делается на средствах достижения поставленной цели.
Иванников В.А. предлагает различать произвольную и волевую регуляцию исходя из уровня совершения регуляции. Так волевая регуляция осуществляется на личностном уровне, при этом сам человек решает совершать или не совершать волевые действия. Соответственно, произвольную регуляцию он относит к уровню социального субъекта.